# Битва при Абукире (1801)
Битва при Абукире — сухопутное сражение, произошедшее в марте 1801 года на территории Египта, возле города Абукир между британской армией под командованием генерала Эберкромби и французским войском под командованием генерала Фриана, закончившееся победой англичан.

## Предыстория
Победа французов над турками в сражении 25 июля 1799 года на некоторое время упрочила пребывание французской армии в Египте.
Весной 1801 года, когда французская армия готовилась покинуть Египет, из Родоса прибыл в Абукир английский флот адмирала Кейт и высадил там до 6 тыс. человек, к которым вскоре присоединились ещё 12 тыс. англичан генерала Эберкромби.

## Сражение
8 марта 1801 года английские войска в составе 5 тыс. человек обложили Абукирский залив и вынудили занимавший его французский отряд из 2 тыс. человек капитулировать. В бою англичане понесли потери 732 человека (102 убитыми, 515 ранеными и 15 пропавшими без вести), французы потеряли до 300 человек.